# Sinella caeca
Sinella caeca är en urinsektsart som först beskrevs av Heinrich Wilhelm Schott 1896.  I den svenska databasen Dyntaxa används istället namnet Sinella tenebricosa. Sinella caeca ingår i släktet Sinella och familjen brokhoppstjärtar. Arten är reproducerande i Sverige. Inga underarter finns listade i Catalogue of Life.